# Bodals kyrka
Bodals kyrka var en, numera riven, kyrkobyggnad som tillhörde Lidingö församling i Stockholms stift. Kyrkan låg på södra sidan av Lidingö.

## Kyrkobyggnaden
Ett kapell med församlingslokaler uppfördes 1972 av Oresjö Sektionshus AB efter ritningar av arkitekt Georg Kesserü. 1979 uppfördes en klockstapel i öppen konstruktion formgiven av arkitekt Lennart Bergvall. I stapeln hänger två klockor. 1983 invigdes kapellet till kyrka.
Kyrkobyggnaden är i ett våningsplan. Kyrkorummet skiljs av från övriga byggnaden med en glasvägg. Altarväggen är tredelad med ett helt väggparti i mitten omgivet av två glasade sidopartier.
På 2010-talet upptäcktes fuktskador som ledde till att församlingen stängde kyrkan 2017 och planerade rivning. Byggnaden revs därefter i oktober 2018.

## Inventarier
- Ovanför altaret hängde en trärelief utförd av Birgitta Nygren-Kärnbo som köptes 1990.
- Ursprungliga altartavlan var en vävnad i blått, rött, gult och grön på vit botten komponerad av Anna Lisa Odelqvist-Kruse och vävd 1974 hos Libraria. Vävnaden, som har motivet Maria med Jesusbarnet, hängde på västra väggen.
- En bonad från 1974 var komponerad av Britta och Gunnar Haking. Bonaden kallas korsvariation och har en blå botten med ett geometriskt mönster i vitt, lila, orange, gult och grönt.

### Orgel
- Den nuvarande orgeln byggdes 1966 av Emil Hammer Orgelbau, Hannover, Tyskland och var en mekanisk orgel.

| Manual        |
| Tregedacht 8' |
| Rörflöjt 4'   |
| Principal 2'  |
| Zimbel II     |

- En Allen Classic digitalorgel med 12 stämmor är från 1990.

## Galleri

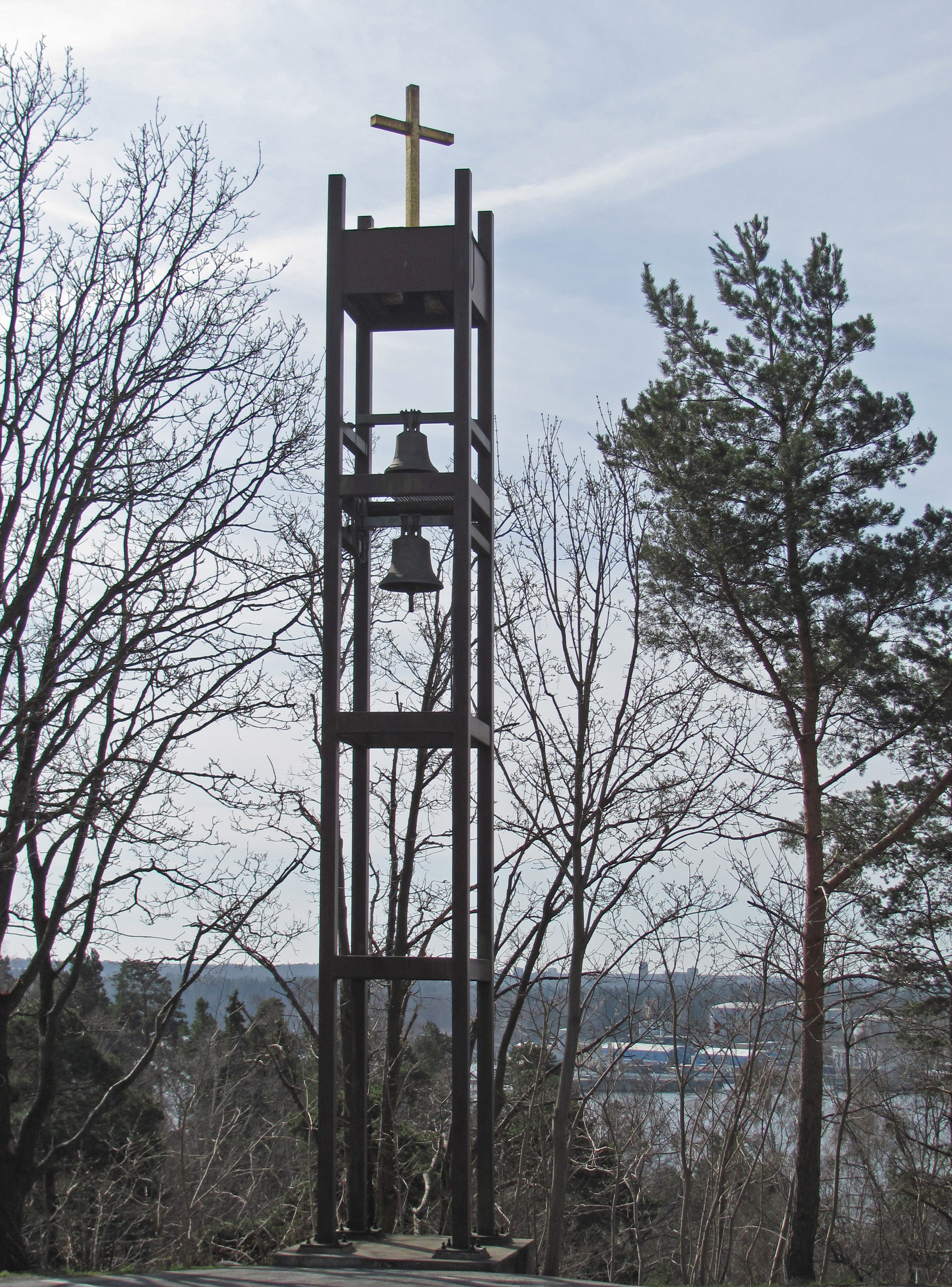
Klockstapeln
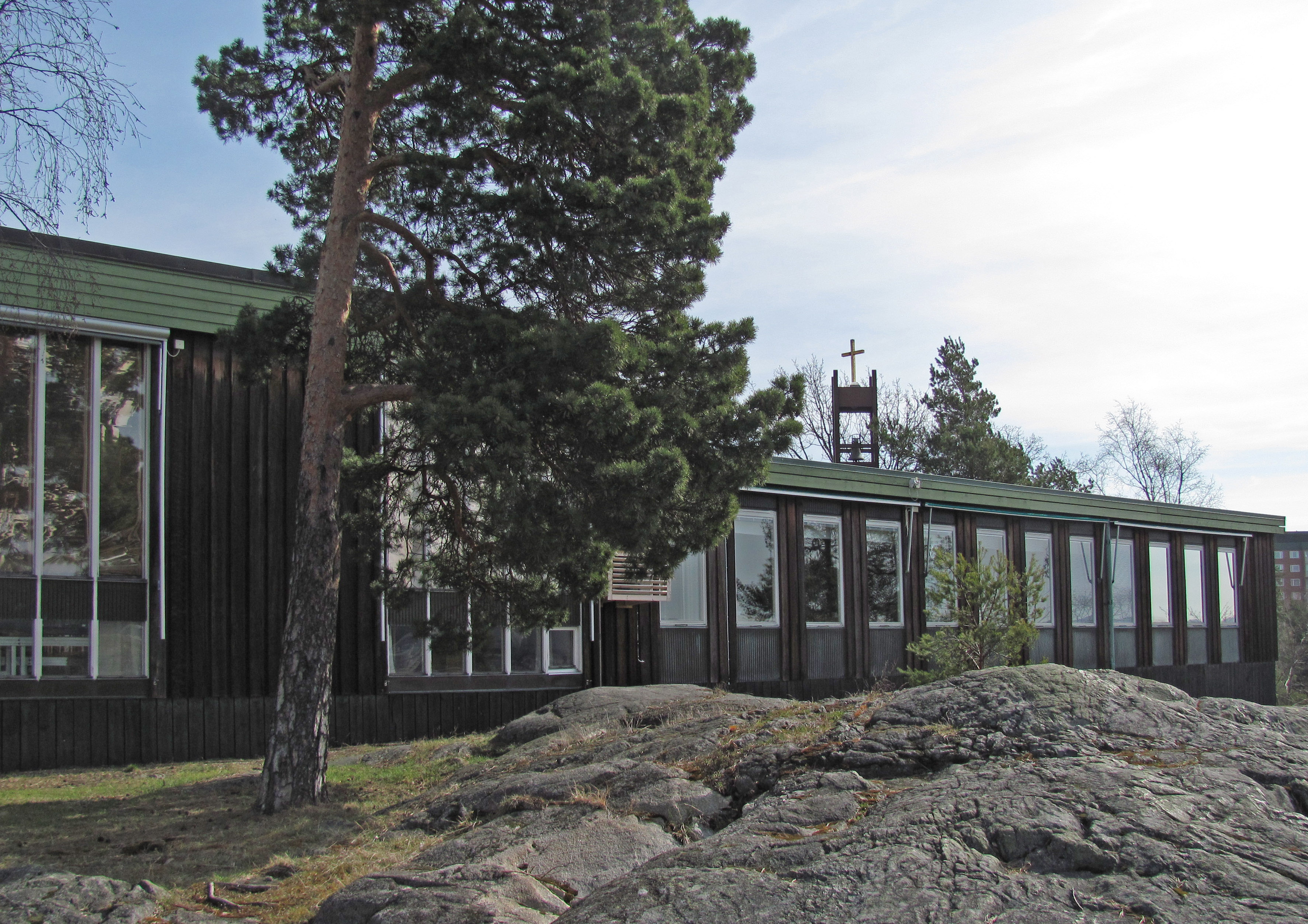
Sydvästra fasaden
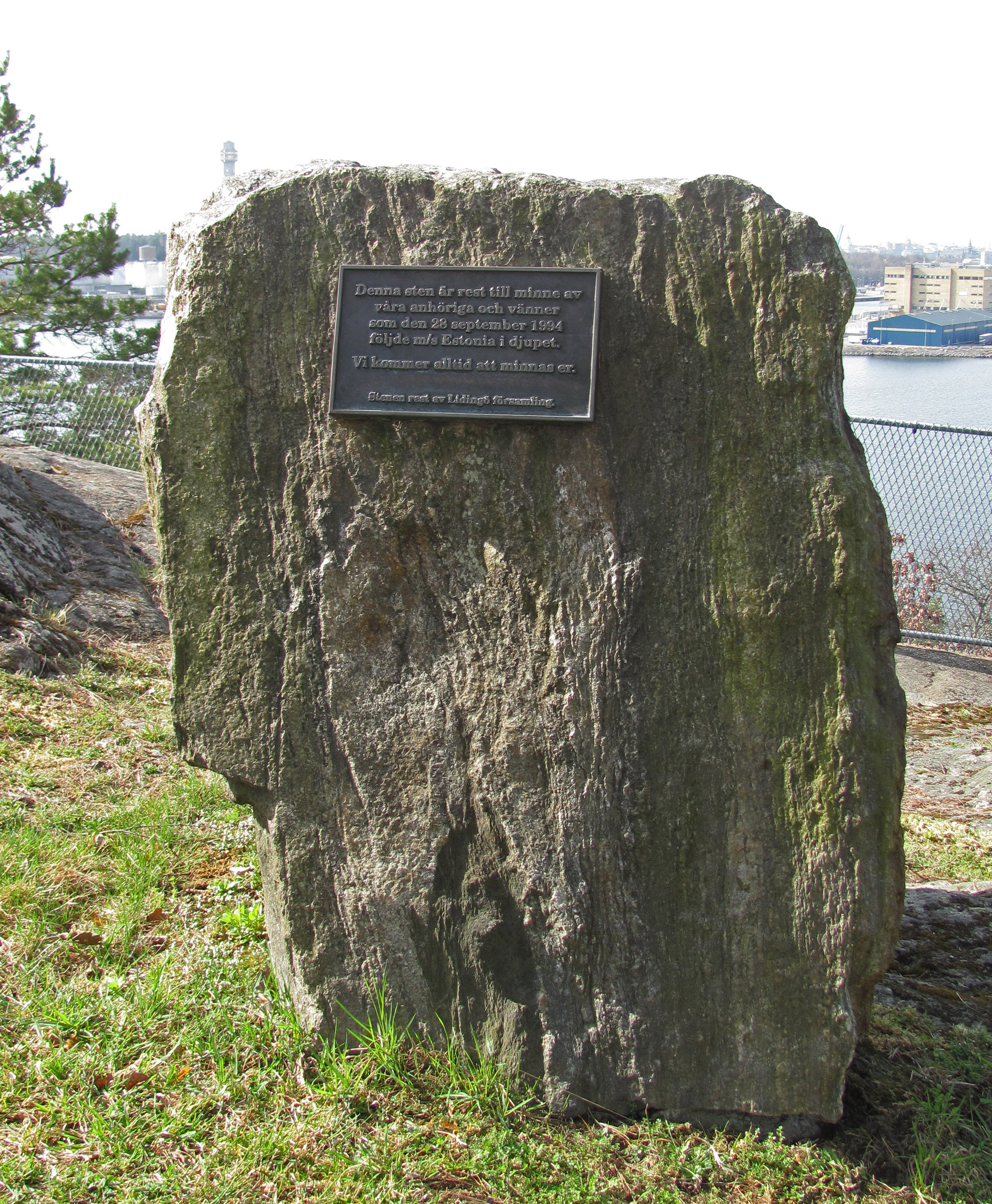
Minnessten över de omkomna i Estoniakatastrofen

### Webbkällor
- anläggningspresentation
- Lidingö församling
- Stockholms stift